# Desertobia kozlovae
Desertobia kozlovae là một loài bướm đêm trong họ Geometridae.